# Лэндо Калриссиан
Барон Лэндонис Бальтазар «Лэндо» Калриссиан III (англ. Baron Landonis Balthazar "Lando" Calrissian III, вариант транскрипции — Ла́ндо) — персонаж во вселенной «Звёздных войн». Был профессиональным игроком в сабакк, мошенником, наёмником, генералом, контрабандистом и предпринимателем. Родная планета Лэндо — Сокорро. Являлся бароном-администратором Облачного города. Эту должность он выиграл в сабакк. Ранняя биография Лэндо Калриссиана неизвестна, так как, по мнению историков Галактики, он её выдумал.
Антрепренёр, друг Хана Соло, проиграл ему «Тысячелетний сокол» в сабакк, который также как и Хан выиграл у Кикса Труви. Появлялся в фильмах: «Хан Соло. Звёздные войны: Истории» в исполнении Дональда Гловера, а также в «Звёздные войны. Эпизод V: Империя наносит ответный удар», «Звёздные войны. Эпизод VI: Возвращение джедая» и «Звёздные войны: Скайуокер. Восход», где его сыграл Билли Ди Уильямс.

## В фильме «Хан Соло: Звёздные войны. Истории»
В фильме «Хан Соло: Звёздные войны. Истории» рассказано о первой встрече Лэндо с Ханом Соло.

## В эпизодах оригинальной трилогии и трилогии сиквеле
В фильме «Эпизод V: Империя наносит ответный удар» Лэндо Калриссиан является «бароном-администратором» гигантского корабля — Облачного города (англ. Cloud City), который парит над планетой Беспин — газовым гигантом; основной индустрией в городе является добыча газа тибанна — главного топлива для двигателей кораблей, турболазеров, бластеров и прочего энергетического оружия. Здесь пытаются найти укрытие Хан Соло, Чубакка и принцесса Лея. Выясняется, что Лэндо и Хан Соло давно знакомы, и что некогда Хан выиграл у него «Тысячелетний сокол». Надеясь сохранить власть над городом, чтобы избежать оккупации с репрессиями, Лэндо соглашается передать беглецов Дарту Вейдеру. Потом он раскаивается в своем решении, присоединяется к Повстанческому Альянсу и благодаря ему принцессе Лее, Чубакке и роботам R2-D2 и C-3PO удаётся спастись. Также Лэндо участвовал в поисках замороженного в карбоните Хана Соло и в уничтожении преступного босса Джаббы Десилиджика Тиуре, более известного под именем Джаббы Хатта.
В «Эпизоде VI: Возвращение джедая» Лэндо помогает спасти Хана Соло, которого заморозили в карбоните и передали его врагу Джаббе Хатту. Затем Лэндо становится одним из военачальников повстанческого движения в звании генерала и принимает участие в битве при Эндоре — решающем сражении против Империи, управляя «Тысячелетним Соколом» уничтожив реактор Второй Звезды Смерти. После войны он начинает налаживать свою личную жизнь, что он и сделал. Нашел он жену и у него появилась дочь, где потом в будущем ее похитили люди Первого Ордена.
Лэндо появляется в «Скайуокер. Восход» (2019), впервые появившись на пустынной планете Пассана, направляя Рей, По Дамерона, Финна и Чубакку к ключу к поиску местонахождения Ситхов. По просит Лэндо помочь Сопротивлению, но Ландо отказывается, говоря, что он оставил свои навыки, поджидая, когда он захочет это сделать, но передает свои пожелания Лее. Лэндо появляется намного позже в фильме, после смерти Леи, и он говорит скорбящему По, что он, Люк, Лея и Хан были так же не подготовлены, когда они боролись с Империей, но что они смогли добиться успеха, потому что они были друг с другом. Это вдохновляет По начать последнее наступление против Первого Ордена вместе с Лэндо, путешествующим по галактике для вербовки ветеранов повстанцев и других сторонников сопротивления, чтобы помочь в финальной битве. Подобно тому, как Сопротивление кажется наиболее подавленным в битве, Лэндо, Чубакка и Вэдж Энтиллес прибывают на Сокол Тысячелетия вместе с огромным флотом сторонников Сопротивления, союзников и ветеранов, и они помогают выиграть битву и войну. В конце фильма, когда галактика празднует победу Сопротивления, Джанна, бывший штурмовик, подходит к Ландо и говорит, что не знает, откуда она; он говорит ей, что они узнают вместе.

## В других произведениях
Фигурирует во множестве произведений «Расширенной вселенной» — книгах и комиксах. Похождения до фильмов описаны в книжной трилогии Нила Смита «Приключения Лэндо» («Лэндо Калриссиан и Арфа души народа Шару», «Лэндо Калриссиан и Огненный ветер Озеона» и «Лэндо Калриссиан и Звёздная пещера ТонБока»), изданной в 1983 году.
Согласно книгам «Расширенной вселенной», после битвы при Эндоре Лэндо вернул себе Облачный город, но вскоре снова проиграл его в азартной игре. Чтобы поправить свои дела, он женился на богатой наследнице Тендре Рисант. Все шло хорошо до вторжения йужань-вонгов, когда Чубакка погиб во время экспедиции с участием Лэндо. Пытаясь отомстить за смерть друга, Лэндо создал специального дроида — оружие против захватчиков.
Лэндо владеет скоростной космической яхтой под названием «Госпожа Удача» (Lady Luck), которая содержит специальные помещения для контрабандных товаров.

## В массовой культуре
Было выпущено несколько кукол в виде Лэндо Калриссиана, в том числе в форме правителя Облачного города, в форме охранника и в форме генерала Альянса.
Культурологи подчеркивают важность появления в фильме значимого чернокожего персонажа, что стало важной вехой в истории научно-фантастического кино США. Лэндо показан в фильме успешным человеком, пробивающим себе путь наверх; при этом он ненадёжен и способен на предательство. В то же время сложный, неоднозначный характер персонажа говорит о том, что Лэндо — это не просто чисто символическое введение в картину чернокожего героя: Лэндо играет в сюжете важную роль и участвует в нескольких поворотных эпизодах, что выгодно отличает в этом отношении «Звёздные войны» от других картин. Актёр Билли Ди Уильямс, отмечая Лэндо как одну из своих любимых ролей, сказал, что этот персонаж преодолевает все расовые клише и стереотипы. По словам актёра, создатели выбрали ему это имя не случайно. Фамилия Калриссиан является армянской, подчёркивая образ героя — «гражданина вселенной».